# (735) Маргханна
(735) Маргханна (нем. Marghanna) — астероид главного пояса, который относится к спектральному классу C. Он был открыт 9 декабря 1912 года немецким астрономом  Хайнрихом Фогтом в Гейдельбергской обсерватории и назван в честь матери Хайнриха, Маргариты, и его родственницы Ханны.

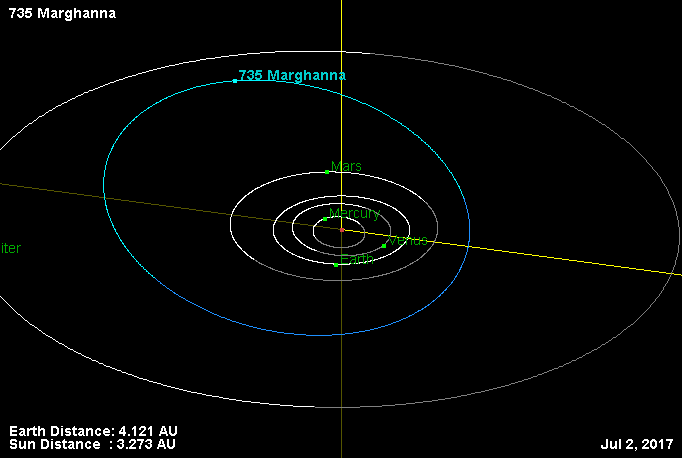
Орбита астероида Маргханна и его положение в Солнечной системе

Тиссеранов параметр относительно Юпитера — 3,219.